# NGC 2992
NGC 2992 је спирална галаксија у сазвежђу Хидра која се налази на NGC листи објеката дубоког неба.
Деклинација објекта је - 14° 19' 37" а ректасцензија 9h 45m 41,9s. Привидна величина (магнитуда) објекта NGC 2992 износи 12,2 а фотографска магнитуда 13,1. Налази се на удаљености од 30,5000 милиона парсека од Сунца. NGC 2992 је још познат и под ознакама MCG -2-25-14, ARP 245, IRAS 09432-1405, PGC 27982.